# Tall Sza’ir Siman
Tall Sza’ir Siman (arab. تل شعير سمعان) – miejscowość w Syrii, w muhafazie Aleppo. W 2004 roku liczyła 2043 mieszkańców.